# مباريات الجوع: الطائر المقلد - الجزء الأول
مباريات الجوع: الطائر المقلد - الجزء الأول (بالإنجليزية: The Hunger Games: Mockingjay – Part 1) هو فيلم خيال عملي ومغامرات أمريكي 2014 من إخراج فرانسيس لورانس وسيناريو بيتر كريغ وداني سترونغ. هو أول فيلمين مأخوذ من رواية الطائر المقلد، الكتاب الأخير في ثلاثية مباريات الجوع، من تأليف سوزان كولنز. أنه من بطولة جنيفر لورانس وجوش هوتشرسن وليام هيمسورث و‌وودي هارلسون وإليزابيث بانكس وجوليان مور وفيليب سيمور هوفمان وجيفري رايت وستانلي توكسي ودونالد سثرلاند. الفيلم هو تتمة لمباريات الجوع: ألسنة اللهب، وسيعقبه الفصل الختامي، مباريات الجوع: الطائر المقلد - الجزء الثاني في 20 نوفمبر 2015.
القصة تستمر في تتبع كاتنيس إيفردين التي تمكنت من النجاة مرتين من مباريات الجوع، تجد كاتنيس نفسها في المقاطعة 13. تحت قيادة الرئيسة ألما كوين وأصدقائها، تصبح كاتنيس رمزاً لثورة كبيرة ضد الكابيتول وتقاتل لإنقاذ بيتا ميلاريك والشعب. التصوير الرئيسي لكلا الجزئين من الفيلم بدأ ب23 سبتمبر 2013 في أتلانتا، قبل أن ينتقل إلى باريس لمدة أسبوعين وينتهي رسمياً في 20 يونيو، 2014 في برلين.
صدر الفيلم بالشرق الأوسط في 20 نوفمبر 2014 وفي اليوم التالي في الولايات المتحدة.

## الحبكة
إنه فيلم ذو فكرة واضحة وإبداعات المخرج لا تنتهي إلا أنه عن قريب سوف يعرض الجزء الثاني من السلسلة من الطائر المحاكي وبقيادة كاتنيس إفردين
وهنا السؤال يطرح نفسه ماذا ستفعل كاتنيس بعد ان أنقذت بيتا هل تتزوج من بيتا حبيبها أم من صديقها السابق غيل .

## طاقم التمثيل
- جينفير لورنس في دور كاتنيس إيفردين
- جوش هوتشرسن في دور بيتا ميلاريك
- ليام هيمسورث في دور غايل هاوثهورن
- وودي هارلسون في دور هايميتش أبرناثي
- إليزابيث بانكس في دور إيفي ترنكيت
- فيليب سيمور هوفمان في دور بلوتارك هيفنزبي
- جوليان مور في دور الرئيسة ألما كوين
- دونالد سثرلاند في دور الرئيس سنو
- ناتالي دورمر في دور كريسيدا
- سام كلافلين في دور فينيك أودير
- جينا مالون في دور جوانا ميسون
- جيفري رايت في دور بيتي لاتير
- ستانلي توكسي في دور سيزار فليكرمان

## الاستقبال النقدي
على موقع الطماطم الفاسدة، الفيلم حاصل على 65% مراجعات إيجابية مع متوسط تقييم 6.8/10، بناءً على 216 مراجعة. ميتاكريتيك أعطى الفيلم 64 من 100 بناءً على 44 مراجعة نقدية.

## جزء متمم
لايونزغيت ستصدر الاقتباس الثاني من رواية الطائر المقلد في 20 نوفمبر 2015.

## وصلات خارجية
- الموقع الرسمي
- مباريات الجوع: الطائر المقلد - الجزء الأول على موقع IMDb (الإنجليزية)
- مباريات الجوع: الطائر المقلد - الجزء الأول على موقع ميتاكريتيك (الإنجليزية)
- مباريات الجوع: الطائر المقلد - الجزء الأول على موقع الموسوعة البريطانية (الإنجليزية)
- مباريات الجوع: الطائر المقلد - الجزء الأول على موقع روتن توميتوز (الإنجليزية)
- مباريات الجوع: الطائر المقلد - الجزء الأول على موقع نتفليكس (الإنجليزية)
- مباريات الجوع: الطائر المقلد - الجزء الأول على موقع قاعدة بيانات الأفلام العربية
- مباريات الجوع: الطائر المقلد - الجزء الأول على موقع ألو سيني (الفرنسية)
- مباريات الجوع: الطائر المقلد - الجزء الأول على موقع أول موفي (الإنجليزية)
- مباريات الجوع: الطائر المقلد - الجزء الأول على موقع بوكس أوفيس موجو (الإنجليزية)
- مباريات الجوع: الطائر المقلد - الجزء الأول على موقع فيلمافينيتي (الإسبانية)
- The Hunger Games: Mockingjay, Part 1 في موقع ميتاكريتيك.